# Tragia senegalensis
Tragia senegalensis är en törelväxtart som beskrevs av Johannes Müller Argoviensis. Tragia senegalensis ingår i släktet Tragia och familjen törelväxter. Inga underarter finns listade i Catalogue of Life.